# Teucrium demnatense
Espèce
Teucrium demnatense est une espèce de plantes à fleurs de la famille des Lamiaceae. Elle est endémique du Maroc.